# Les Comes (Cellers)
Les Comes és una coma del terme municipal de Castell de Mur, en terres de l'antic municipi de Guàrdia de Tremp, al Pallars Jussà, a l'àmbit del poble de Cellers.
És a prop i al nord-oest de Cellers, a ponent de la Coma Llarga d'Agustí i a llevant de la Plana de Carrió. Queda al sud-oest del Serrat de la Via i de la Via de Corçà. A l'extrem sud-oriental de les Comes hi ha el cementiri del poble de Cellers.